# Frederik D'hollander
Frederik D'hollander (20 mei 1976) is een Belgisch voetbalcoach en voormalig voetballer. Hij speelde als aanvaller en is vooral bekend van zijn periode bij SV Zulte Waregem in tweede klasse.

## Spelerscarrière
D'hollander stond bekend als een goaltjesdief in Tweede klasse, maar toen SV Zulte-Waregem promoveerde was dat voor hem te hoog gegrepen en ging hij spelen bij SV Oudenaarde in derde klasse waar hij ex-ploegmaat Stefan Leleu terugvond als trainer. Door aanhoudende blessures kon hij echter nooit meer potten breken en ook bij zijn latere clubs KVK Ieper en SW Harelbeke moest hij al snel de ploeg verlaten.
Tot 2015 was Frederik D'hollander clubtopschutter aller tijden van SV Zulte-Waregem met 54 doelpunten. Het grootste aantal van deze doelpunten scoorde hij in de lagere klassen. In 2015 raakte D'hollander zijn record kwijt aan Mbaye Leye, die uiteindelijk 87 doelpunten zou scoren voor de club.

## Trainerscarrière
In 2013 werd D'hollander trainer van Jong Zulte. Na zes seizoenen verliet hij de club voor Zulte Waregem, waar hij jeugdtrainer werd.
Op 15 maart 2023 werd hij aangesteld als hoofdcoach van SV Zulte Waregem na het ontslag van Mbaye Leye, met Davy De fauw als assistent. Op 5 september 2023 werd hij ontslagen als hoofdcoach en vervangen door Vincent Euvrard.  D'hollander keerde nadien terug naar zijn oude functie als hoofdcoach van Jong Essevee.